# Квасір
Ква́сір, Ква́зір (давньоскан. Kvasir) — в германо-скандинавській міфології істота, яка виникла зі слини асів та ванів, які провели обрядове змішання слини в чаші при підписанні миру. Можливо, спочатку уособлював хмільний напій, який отримується в результаті процесу квашення (сусло, пиво, квас тощо). В «Колі Земному» в «Сазі про Інґлінґів» належить до ванів.
Квасір був настільки мудрим, що міг відповісти на будь-яке питання. Помиривши асів та ванів, він вирушив вчити людей мудрості, але ті мало прислухалися до слів маленького мудреця. Тоді Квасір вирушив до Свартальфагейму. Там він зустрів двох братів-цвергів — Ф'ялара та Галара. Вони вбили Квасіра, а з його крові приготували напій. Кожен, хто хоча б раз його пробував, ставав вправним поетом, за що напій було названо «медом поезії». Асів брати переконали, що Квасір помер від власної мудрості, якої жодні питання не могли в ньому применшити.